# Совет департамента Эна
Совет департамента Эна (до марта 2015 года — Генеральный совет департамента Эна) — верховный орган управления департамента Эна. После реформы 2015 года избирается на 6 лет и состоит из 42 советников, избираемых по мажоритарной системе в 21 кантоне (от каждого кантона по два советника, обязательно один мужчина и одна женщина).

## Состав Совета департамента (2021—2028)

Результаты выборов в Совет департамента Эна в 2021 г.

|                        | Партия                        | Кол-во мест            | +/- (к 2015 г.)        |
| Большинство (36 мест): | Большинство (36 мест):        | Большинство (36 мест): | Большинство (36 мест): |
| ---------------------- | ----------------------------- | ---------------------- | ---------------------- |
|                        | Разные правые                 | 9                      | +6                     |
|                        | Республиканцы                 | 8                      | -2                     |
|                        | Союз демократов и независимых | 4                      | -1                     |
|                        | Разные левые                  | 6                      | +2                     |
|                        | Разные центристы              | 4                      | +4                     |
|                        | Прочие                        | 2                      | +2                     |
|                        | Вперёд, Республика!           | 1                      | +1                     |
|                        | Радикальное движение          | 1                      | 0                      |
|                        | Социалистическая партия       | 1                      | 0                      |
| Оппозиция: (6 мест)    |                               |                        |                        |
|                        | Коммунистическая партия       | 3                      | -2                     |
|                        | Социалистическая партия       | 2                      | −2                     |
|                        | Европа Экология Зелёные       | 1                      | 0                      |

## Исполнительный комитет Совета департамента Эна
- Президент — Николя Фрикото (Союз демократов и независимых, кантон Вервен)
- 1-й вице-президент (экологический переход и устойчивое развитие) — Мишель Фюзелье (Разные левые, кантон Шато-Тьерри)
- 2-й вице-президент (сельская местность и территориальная солидарность) — Франсуа Рампельбер (Разные правые, кантон Фер-ан-Тарденуа)
- 3-й вице-президент (содействие занятости, семья и защита детей) — Изабель Летрийяр (Республиканцы, кантон Суасон-2)
- 4-й вице-президент (жилищная политика и строительство) — Фредди Гржежичак (Республиканцы, кантон Сен-Кантен-3)
- 5-й вице-президент (спорт) — Колетт Блерио (Республиканцы, кантон Сен-Кантен-1)
- 6-й вице-президент (развитие цифровых технологий) — Тома Дюдбу (Республиканцы, кантон Сен-Кантен-2)
- 7-й вице-президент (колледжи, молодежь, гражданство) — Изабель Иттеле (Союз демократов и независимых, кантон Марль)
- 8-й вице-президент (туризим и привлекательность) — Паскаль Тордё (Вперёд, Республика!, кантон Суасон-1)
- 9-й вице-президент (экологический переход и устойчивое развитие) — Анн Марико (Разные левые, кантон Эссом-сюр-Марн)
- 10-й вице-президент (культура и наследие) — Николя Реберо (Разные правые, кантон Вик-сюр-Эн)
- 11-й вице-президент (общее управление и бюджет) — Жанна Дуайес Руссель (Разные центристы, кантон Виллер-Котре)
- 12-й вице-президент (инфраструктура) — Матьё Фрез (Разные левые, кантон Лан-1)

## Члены Совета департамента Эна (2021—2028)
| Кантон            |  | Советник               | Партия                        |
| ----------------- |  | ---------------------- | ----------------------------- |
| Боэн-ан-Вермандуа |  | Дельфин Моле           | Разные левые                  |
| Боэн-ан-Вермандуа |  | Иан Рожо               | Разные левые                  |
| Вервен            |  | Мари-Франсуаза Бертран | Союз демократов и независимых |
| Вервен            |  | Николя Фрикото         | Союз демократов и независимых |
| Вик-сюр-Эн        |  | Сара Баотнне           | Разные правые                 |
| Вик-сюр-Эн        |  | Николя Реберо          | Разные правые                 |
| Виллер-Котре      |  | Жанна Дуайес Руссель   | Разные центристы              |
| Виллер-Котре      |  | Патрис Лазаро          | Разные центристы              |
| Вильнёв-сюр-Эн    |  | Корали Вене            | Разные правые                 |
| Вильнёв-сюр-Эн    |  | Поль Мужно             | Разные правые                 |
| Гиз               |  | Розалин Кай            | Разные центристы              |
| Гиз               |  | Юг Коше                | Разные центристы              |
| Ирсон             |  | Жером Дювердье         | Разные правые                 |
| Ирсон             |  | Мелани Никола          | Разные правые                 |
| Лан-1             |  | Анник Тюжек            | Социалистическая партия       |
| Лан-1             |  | Матьё Фрез             | Разные левые                  |
| Лан-2             |  | Тьерри Делеро          | Социалистическая партия       |
| Лан-2             |  | Брижитт Фурнье-Тюркен  | Европа Экология Зелёные       |
| Марль             |  | Пьер-Жан Верзелен      | Разные правые                 |
| Марль             |  | Изабель Иттеле         | Союз демократов и независимых |
| Рибмон            |  | Вероник Лебо           | Прочие                        |
| Рибмон            |  | Стефан Линье           | Прочие                        |
| Сен-Кантен-1      |  | Колетт Блерио          | Республиканцы                 |
| Сен-Кантен-1      |  | Жан-Пьер Локе          | Республиканцы                 |
| Сен-Кантен-2      |  | Паскаль Грюни          | Республиканцы                 |
| Сен-Кантен-2      |  | Тома Дюдбу             | Республиканцы                 |
| Сен-Кантен-3      |  | Жослин Донья           | Республиканцы                 |
| Сен-Кантен-3      |  | Фредди Гржежичак       | Республиканцы                 |
| Суасон-1          |  | Паскаль Тордё          | Вперёд, Республика!           |
| Суасон-1          |  | Франсуаза Шампенуа     | Союз демократов и независимых |
| Суасон-2          |  | Давид Бобен            | Разные правые                 |
| Суасон-2          |  | Изабель Летрийяр       | Республиканцы                 |
| Тернье            |  | Каролин Варле          | Коммунистическая партия       |
| Тернье            |  | Орельен Галь           | Коммунистическая партия       |
| Фер-ан-Тарденуа   |  | Кароль Дерюи           | Республиканцы                 |
| Фер-ан-Тарденуа   |  | Франсуа Рампельбер     | Разные правые                 |
| Шато-Тьерри       |  | Себастьен Эжен         | Радикальное движение          |
| Шато-Тьерри       |  | Мишель Фюзелье         | Разные левые                  |
| Шони              |  | Марио Лирюсси          | Социалистическая партия       |
| Шони              |  | Фабьян Маршьонни       | Коммунистическая партия       |
| Эссом-сюр-Марн    |  | Доминик Дюкло          | Разные левые                  |
| Эссом-сюр-Марн    |  | Анн Марико             | Разные левые                  |

## Состав Совета департамента (2015—2021)
|                        | Партия                        | Кол-во мест            | +/- (к 2011 г.)        |
| Большинство (18 мест): | Большинство (18 мест):        | Большинство (18 мест): | Большинство (18 мест): |
| ---------------------- | ----------------------------- | ---------------------- | ---------------------- |
|                        | Республиканцы                 | 10                     | +3                     |
|                        | Союз демократов и независимых | 5                      | +2                     |
|                        | Разные правые                 | 3                      | −1                     |
| Оппозиция: (16 мест)   |                               |                        |                        |
|                        | Социалистическая партия       | 5                      | −17                    |
|                        | Коммунистическая партия       | 5                      |                        |
|                        | Разные левые                  | 4                      | +3                     |
|                        | Европа Экология Зелёные       | 1                      | +1                     |
|                        | Радикальная партия левых      | 1                      | +1                     |
| Оппозиция: (8 мест)    |                               |                        |                        |
|                        | Национальный фронт            | 8                      | +8                     |

Результаты выборов в Совет департамента Эна в 2015 г.

Исполнительный комитет Совета департамента (2015—2021)
- Президент — Николя Фрикото (Союз демократов и независимых, кантон Вервен)
- 1-й вице-президент — Жан-Пьер Верзелен (Республиканцы, кантон Марль)
- 2-й вице-президент — Паскаль Грюни (Республиканцы, кантон Сен-Кантен-2)
- 3-й вице-президент — Изабель Летрийяр (Республиканцы, кантон Суасон-2)
- 4-й вице-президент — Паскаль Тордё (Союз демократов и независимых, кантон Суасон-1)
- 5-й вице-президент — Колетт Блерио (Республиканцы, кантон Сен-Кантен-1)
- 6-й вице-президент — Изабель Иттеле (Союз демократов и независимых, кантон Марль)
- 7-й вице-президент — Франсуа Рампельбер (Республиканцы, кантон Фер-ан-Тарденуа)

| Кантон            |  | Советник                | Партия                        |
| ----------------- |  | ----------------------- | ----------------------------- |
| Боэн-ан-Вермандуа |  | Мишель Колле            | Социалистическая партия       |
| Боэн-ан-Вермандуа |  | Моник Себастьян         | Коммунистическая партия       |
| Вервен            |  | Мари-Франсуаза Бертран  | Союз демократов и независимых |
| Вервен            |  | Николя Фрикото          | Союз демократов и независимых |
| Вик-сюр-Эн        |  | Мари-Кристин Гийо       | Национальный фронт            |
| Вик-сюр-Эн        |  | Ноэль Лекультр          | Национальный фронт            |
| Виллер-Котре      |  | Франк Бриффо            | Национальный фронт            |
| Виллер-Котре      |  | Мартин Пигони           | Национальный фронт            |
| Гюиз              |  | Арман Полле             | Национальный фронт            |
| Гюиз              |  | Марион Сайяр            | Национальный фронт            |
| Гиньикур          |  | Бернадетт Ваннобель     | Разные правые                 |
| Гиньикур          |  | Филипп Тиммерман        | Разные правые                 |
| Ирсон             |  | Клод Муфлар             | Национальный фронт            |
| Ирсон             |  | Анн-Мари Фурнье         | Национальный фронт            |
| Лан-1             |  | Фаваз Кариме            | Разные левые                  |
| Лан-1             |  | Анник Тюжек             | Социалистическая партия       |
| Лан-2             |  | Тьерри Делеро           | Социалистическая партия       |
| Лан-2             |  | Брижитт Фурнье-Тюркен   | Европа Экология Зелёные       |
| Марль             |  | Пьер-Жан Верзелен       | Республиканцы                 |
| Марль             |  | Изабель Иттеле          | Союз демократов и независимых |
| Рибмон            |  | Флоранс Боннар-Тревизан | Социалистическая партия       |
| Рибмон            |  | Мишель Потле            | Разные левые                  |
| Сен-Кантен-1      |  | Колетт Блерио           | Республиканцы                 |
| Сен-Кантен-1      |  | Жан-Пьер Бонифас        | Республиканцы                 |
| Сен-Кантен-2      |  | Паскаль Грюни           | Республиканцы                 |
| Сен-Кантен-2      |  | Тома Дюдбу              | Республиканцы                 |
| Сен-Кантен-3      |  | Жослин Донья            | Республиканцы                 |
| Сен-Кантен-3      |  | Фредди Гржежичак        | Республиканцы                 |
| Суасон-1          |  | Паскаль Тордё           | Союз демократов и независимых |
| Суасон-1          |  | Франсуаза Шампенуа      | Союз демократов и независимых |
| Суасон-2          |  | Фредерик Ванье          | Разные правые                 |
| Суасон-2          |  | Изабель Летрийяр        | Республиканцы                 |
| Тернье            |  | Каролин Варле           | Коммунистическая партия       |
| Тернье            |  | Мишель Карро            | Коммунистическая партия       |
| Фер-ан-Тарденуа   |  | Кароль Дерюи            | Республиканцы                 |
| Фер-ан-Тарденуа   |  | Франсуа Рампельбер      | Республиканцы                 |
| Шато-Тьерри       |  | Брюно Бовуа             | Радикальная партия левых      |
| Шато-Тьерри       |  | Мишель Фюзелье          | Социалистическая партия       |
| Шони              |  | Жан-Люк Лануй           | Коммунистическая партия       |
| Шони              |  | Фабьян Маршьонни        | Коммунистическая партия       |
| Эссом-сюр-Марн    |  | Анн Марико              | Разные левые                  |
| Эссом-сюр-Марн    |  | Жорж Фуре               | Разные левые                  |

## Состав Генерального совета (2011—2015)

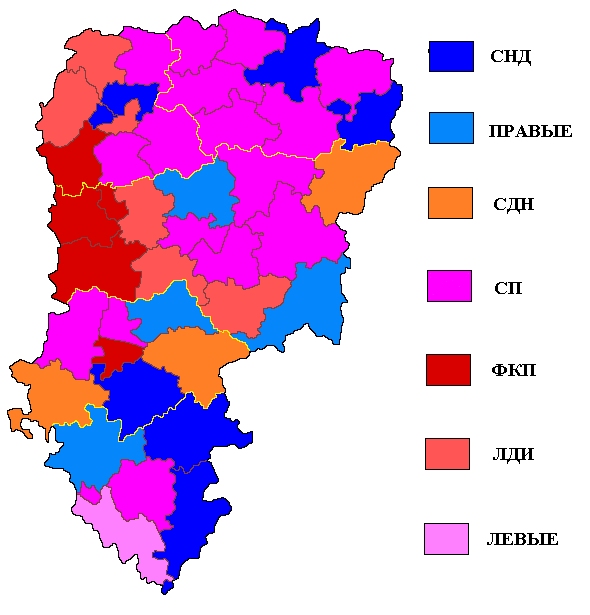
Состав Генерального совета департамента Эна на 2011—2015 гг.

|                              | Партия                                           | Кол-во мест                  | +/- (к 2004 г.)              |
| Правящая коалиция (28 мест): | Правящая коалиция (28 мест):                     | Правящая коалиция (28 мест): | Правящая коалиция (28 мест): |
| ---------------------------- | ------------------------------------------------ | ---------------------------- | ---------------------------- |
|                              | Социалистическая партия                          | 16                           | +1                           |
|                              | Левая демократическая инициатива                 | 6                            | 0                            |
|                              | Коммунистическая партия                          | 5                            | 0                            |
|                              | Прочие левые                                     | 1                            | −1                           |
| Оппозиция (14 мест):         |                                                  |                              |                              |
|                              | Союз за народное движение                        | 7                            | +1                           |
|                              | Прочие правые                                    | 4                            | −1                           |
|                              | Союз демократов и независимых Радикальная партия | 3                            | 0                            |

|                   | Кантон              | Член Совета       | Партия                           | Год избрания |
| Округ Вервен      | Округ Вервен        | Округ Вервен      | Округ Вервен                     | Округ Вервен |
| ----------------- | ------------------- | ----------------- | -------------------------------- | ------------ |
|                   | Васиньи             | Сильви Дро        | Социалистическая партия          | 2013         |
|                   | Вервен              | Жан-Пьер Баллиган | Социалистическая партия          | 2011         |
|                   | Гюиз                | Даниэль Кювелье   | Социалистическая партия          | 2008         |
|                   | Ирсон               | Жан-Жак Тома      | Социалистическая партия          | 2008         |
|                   | Ла-Капель           | Фредерик Мёра     | Союз за народное движение        | 2011         |
|                   | Ле-Нувьон-ан-Тьераш | Тьерри Тома       | Социалистическая партия          | 2011         |
|                   | Обантон             | Янник Ноэ         | Союз за народное движение        | 2013         |
|                   | Сен-Ришомон         | Изабель Ителле    | Социалистическая партия          | 2012         |
| Округ Лан         |                     |                   |                                  |              |
|                   | Анизи-ле-Шато       | Даниэль Куно      | Демократическая левая инициатива | 2011         |
|                   | Краон               | Ноэль Жентё       | Демократическая левая инициатива | 2011         |
|                   | Креси-сюр-Сер       | Бернар Ронсен     | Прочие правые                    | 2008         |
|                   | Куси-ле-Шато-Офрик  | Жан-Клод Дюмон    | Коммунистическая партия          | 2008         |
|                   | Ла-Фер              | Фредерик Матьё    | Демократическая левая инициатива | 2008         |
|                   | Лан-Север           | Фаваз Кариме      | Социалистическая партия          | 2011         |
|                   | Лан-Юг              | Тьерри Делеро     | Социалистическая партия          | 2008         |
|                   | Марль               | Ив Додиньи        | Социалистическая партия          | 2011         |
|                   | Нёшатель-сюр-Эн     | Филипп Тиммерманн | Прочие правые                    | 2011         |
|                   | Розуа-сюр-Сер       | Николя Фрикото    | Союз демократов и независимых    | 2008         |
|                   | Сиссон              | Пьер-Мари Лебе    | Социалистическая партия          | 2011         |
|                   | Тернье              | Мишель Карро      | Коммунистическая партия          | 2008         |
|                   | Шони                | Жан-Люк Лануй     | Коммунистическая партия          | 2011         |
| Округ Сен-Кантен  |                     |                   |                                  |              |
|                   | Боэн-ан-Вермандуа   | Мишель Колле      | Социалистическая партия          | 2011         |
|                   | Верман              | Тьерри Лефевр     | Демократическая левая инициатива | 2011         |
|                   | Ле-Катле            | Раймон Роман      | Коммунистическая партия          | 2008         |
|                   | Мои-де-л’Эн         | Фредерик Мартен   | Социалистическая партия          | 2008         |
|                   | Рибмон              | Мишель Потеле     | Социалистическая партия          | 2011         |
|                   | Сен-Кантен-Север    | Жером Лаврийё     | Союз за народное движение        | 2011         |
|                   | Сен-Кантен-Центр    | Колетт Блерио     | Союз за народное движение        | 2011         |
|                   | Сен-Кантен-Юг       | Жан-Клод Каппель  | Демократическая левая инициатива | 2008         |
|                   | Сен-Симон           | Ролан Ренар       | Демократическая левая инициатива | 2008         |
| Округ Суассон     |                     |                   |                                  |              |
|                   | Брен                | Эрнест Тамплье    | Радикальная партия               | 2011         |
|                   | Вайи-сюр-Эн         | Анник Вене        | Прочие правые                    | 2011         |
|                   | Вик-сюр-Эн          | Жан-Люк Моро      | Социалистическая партия          | 2011         |
|                   | Виллер-Котре        | Мишель Лавьолетт  | Радикальная партия               | 2008         |
|                   | Суассон-Север       | Патрик Де         | Социалистическая партия          | 2008         |
|                   | Суассон-Юг          | Серж Валле        | Коммунистическая партия          | 2008         |
|                   | Ульши-ле-Шато       | Эрве Мюзар        | Союз за народное движение        | 2008         |
| Округ Шато-Тьерри |                     |                   |                                  |              |
|                   | Конде-ан-Бри        | Эрик Манжен       | Союз за народное движение        | 2008         |
|                   | Нёйи-Сен-Фрон       | Андре Риго        | Прочие правые                    | 2008         |
|                   | Фер-ан-Тарденуа     | Изабель Вассёр    | Союз за народное движение        | 2011         |
|                   | Шарли-сюр-Марн      | Жорж Фурре        | Прочие левые                     | 2008         |
|                   | Шато-Тьерри         | Мишель Фюзелье    | Социалистическая партия          | 2012         |